# Юз (коммуна)
Юз (фр. Uz, окс. Us) — коммуна во Франции, находится в регионе Юг — Пиренеи. Департамент — Верхние Пиренеи. Входит в состав кантона Аржелес-Газост. Округ коммуны — Аржелес-Газост.
Код INSEE коммуны — 65458.

## География
Коммуна расположена приблизительно в 690 км к югу от Парижа, в 145 км юго-западнее Тулузы, в 32 км к юго-западу от Тарба.
По территории коммуны протекают реки Рьюту (фр. Rioutou) и Бац (фр. Batz).

## Климат
Климат умеренно-океанический с солнечной тёплой погодой и обильными осадками на протяжении практически всего года.

## Население
Население коммуны на 2010 год составляло 36 человек.
| 1962 | 1968 | 1975 | 1982 | 1990 | 1999 | 2011 |
| ---- | ---- | ---- | ---- | ---- | ---- | ---- |
| 27   | 11   | 10   | 12   | 13   | 24   | 36   |

## Администрация
| Период | Период | Фамилия       | Партия | Примечания |
| ------ | ------ | ------------- | ------ | ---------- |
| 2001   | 2014   | Венсан Мейран |        |            |
| 2014   | 2020   | Мануэль Гарн  |        |            |

## Экономика
В 2010 году среди 21 человек трудоспособного возраста (15-64 лет) 18 были экономически активными, 3 — неактивными (показатель активности — 85,7 %, в 1999 году было 73,3 %). Из 18 активных жителей работали 18 человек (9 мужчин и 9 женщин), безработных не было. Среди 3 неактивных 2 человека были учениками или студентами, 0 — пенсионерами, 1 был неактивным по другим причинам.